# Batrachomyomachia
Batrachomyomachia (Βατραχομυομαχία, z gr. βάτραχος – żaba, μῦς – mysz, μάχη – walka), Batrachomachia (Βατραχομαχία), w pol. przekładzie Wojna mysio-żabia – grecki poemat heroikomiczny nieznanego autorstwa, w przeszłości przypisywany zazwyczaj błędnie Homerowi bądź Pigresowi z Halikarnasu, datowany najczęściej na okres pomiędzy III w. p.n.e. a I w. n.e. Większość edycji krytycznych obejmuje 303 wersy. Szeroko rozpowszechniony w XVI i XVII w. za sprawą licznych tłumaczeń na język łaciński, które wpłynęły na rozwój gatunku w nowożytnej Europie.

## Tytuł, datowanie, autorstwo, charakterystyka
Najczęściej spotykanym tytułem utworu jest Βατραχομυομαχία. Okazjonalnie występuje pod skróconą nazwą Βατραχομυομαχία, np. w Sylwach Stacjusza. W Żywocie Agesilaosa Plutarcha (Plut. Vit. Ages. 15, 5) znajduje się wzmianka o Myomachii, czyli "Wojnie myszy", ale badacze tacy jak Matthew Hosty wskazują, że stanowi to raczej związek frazeologiczny oznaczający drobną potyczkę niż nawiązanie do poematu.
Autor nie jest znany. Najstarsze zachowane świadectwa przypisują tekst Homerowi (Mart. 14, 183; Stat. Silv. I praef.) lub Pigresowi (Plut. De. Herod. Mal. 873f), sytuując go w okresie archaicznym lub klasycznym. Obecnie przeważająca większość badaczy uznaje to za błąd z uwagi na widoczne w utworze cechy poetyki hellenistycznej, nawiązania do twórców z tego okresu oraz występowanie w nim słów z okresu poklasycznego. Utwór szeroko wykorzystuje intertekstualność – aluzje w znacznej mierze odwołują się do Iliady i Odysei, ale też do poezji Kallimacha, Aratosa z Soloj czy Apolloniosa z Rodos. Występują nawet nawiązania do tekstów parodystycznych oraz komedii średniej i nowej. Batrachomyomachię cechuje ponadto znacząca kondensacja widoczna m.in. w wykorzystaniu w miniaturowej formie epyllionu licznych schematów epickich oraz redukcji elementów dygresyjnych w tytułowej bitwie. Badacze tacy jak Adrian Kelly wskazują także na uczoność autora przejawiającą się w prawdopodobnej znajomości scholiów, o czym może świadczyć np. ożywienie przez narratora poległych bohaterów. Ma to nawiązywać do omyłkowego powrotu do żywych Pylajmenesa w Iliadzie, na co zwracali uwagę aleksandryjscy gramatycy. 

## Przegląd treści
Poemat rozpoczyna ucieczka księcia myszy Psicharpaksa (Zwędziokruszek w tłum. Włodzimierza Appela) przez bagno, na którym spotyka on Fysignathosa (Nadmigęby u Appela), króla żab. Obaj przedstawiają się sobie zgodnie z obyczajem, a następnie Psicharpaks zostaje zaproszony przez Fysignathosa do jego pałacu. W trakcie podróży wpław nieoczekiwanie na bohaterów rzuca się wąż wodny. Król żab czmycha, porzucając towarzysza skazanego na utonięcie. Całe zajście obserwuje Leichopinaks (Miskoliz), który wnet informuje o nim myszy. Dowiedziawszy się o smutnym losie syna, król Troksartes zwołuje zgromadzenie gryzoni i przekonuje je do wypowiedzenia wojny Fysignathosowi. Myszy zakładają niezbędny ekwipunek, a ich poseł udaje się do żab, by wypowiedzieć im wojnę. Płazy organizują radę, podczas której ich król odmawia wszelkiej odpowiedzialności za śmierć Psicharpaksa. Następnie i one czynią niezbędne przygotowania. Niebawem armie stają na polu walki. Jednocześnie na Olimpie trwa zgromadzenie bogów. Dzeus wypytuje ich o plany względem zwierząt, w szczególności o ewentualne wsparcie obu stron. Po oświadczeniu Ateny, że nie zamierza udzielić żadnej pomocy, wszyscy zgodnie stwierdzają, że również nie zaangażują się w konflikt. Tymczasem rozpoczyna się walka żab i myszy. Seria indywidualnych starć przynosi przewagę raz jednej, a raz drugiej stronie, póki Meridarpaks (Łapikruch) nie zaczyna gromić płazów. W Dzeusie wzbiera współczucie, wobec czego rzuca w myszy gromem, aby żaby nie wyginęły. Nie przynosi to żadnego efektu. Ostatecznie decyduje się wysłać żabim wojskom wsparcie w postaci krabów. Są one na tyle groźnymi przeciwnikami, że myszy zostają zmuszone do ucieczki, co przypieczętowuje koniec wojny.

## Przekłady na język polski
Batrachomyomachia stanowiła okazjonalny przedmiot wykładów już w XVI-wiecznej Polsce. Przekład na język łaciński autorstwa Johanna Reuchlina stanowiący przeróbkę tłumaczenia Carla Marsuppiniego dostępny był najpierw w licznych odpisach, a następnie wydany w 1522 r. przez Hieronima Wietora. Inny przekład na łacinę, przygotowany przez Jana Siemuszowskiego, został wydany w 1568 r. w Bolonii.
Na język polski jako pierwszy przełożył ją Paweł Zaborowski (Kraków 1588), następnie Jacek Idzi Przybylski (Kraków 1789), Bruno Kiciński (Lwów 1815), Roman Palmstein (Lwów 1883), Ignacy Wieniewski (Lwów 1929). Istnieje też anonimowy przekład opublikowany w czasopiśmie "Wędrowiec". Bilingwiczną edycję (tekst oryginalny i polskie tłumaczenie) utworu wydał Włodzimierz Appel w 1993 rok. W 2007 r. opublikował on drugie wydanie tłumaczenia w tomie Biblioteki Antycznej, razem ze zbiorem antycznych żywotów Homera oraz tłumaczeniami innych niż Iliada i Odyseja utworów przypisywanych poecie.
Już w starożytności i w Bizancjum powstawało wiele przeróbek Batrachomyomachii takich jak Katomyomachia Teodora Prodromosa i anonimowa, przypisywana na ogół jemu bądź Konstantynowi Manassesowi, Schede tou myos. W Polsce jedną z najbardziej znanych jest Myszeida Ignacego Krasickiego.